# Timmermans Lambicus Blanche
Timmermans Lambicus Blance is een Belgisch bier. Het wordt gebrouwen door Brouwerij Timmermans (sinds 1993 eigendom van brouwerij John Martin) te Itterbeek.

## Achtergrond
Brouwerij Timmermans brouwt reeds meer dan 300 jaar lambiek. Echte lambiek wordt slechts gebrouwen in een cirkel van 15 km rond Brussel. De brouwerij is een van de tien leden van de Hoge raad voor ambachtelijke lambikbieren (Hora). Ook Timmermans Lambicus Blanche is, anders dan andere witbieren, gebaseerd op lambiek.

## Het bier
Timmermans Lambicus Blanche is een witbier met een alcoholpercentage van 4,5%. Het bier is gebaseerd op lambiek en krijgt een fruitige smaak door toevoeging van koriander en gedroogde sinaasappelschil.